# Бинсванген (Бавария)
Бинсванген (нем. Binswangen) — община в Германии, в земле Бавария.
Подчиняется административному округу Швабия. Входит в состав района Диллинген-ан-дер-Донау. Подчиняется управлению Вертинген. Население составляет 1357 человек (на 31 декабря 2010 года). Занимает площадь 11,91 км².